# Juki Ito
Juki Ito, japonska smučarska skakalka, * 10. maj 1994, Šimokawa, Hokkaido, Japonska. 
Juki je članica japonske skakalne reprezentance. Na mednarodnih smučarsko skakalnih prireditvah sodeluje od leta 2007, v svetovnem pokalu pa od začetka, torej od leta 2011. 

## Tekmovalna kariera

### Začetki, 2007-08
Na mednarodnih prireditvah se je prvič pojavila pri starosti komaj 13 let marca 2007 na domačih tekmah v Zaoju in Saporu, ki so štele za kontinentalni pokal. Torej tekmovanje, ki je bilo tedaj najmočnejše v ženski skakalni konkurenci. Svoj krstni nastop je opravila 5. marca v Zaoju in zasedla 17. mesto. Že naslednji dan je uvrstitev močno popravila, ko je bila peta. Že čez nekaj dni je v Saporu bila najprej četrta nato pa 10. marca s tretjim mestom prišla do svojih prvih stopničk. Na koncu je to bilo dovolj za 26. mesto v skupnem seštevku, ki ga je zasedla za 169 osvojenih točk.
V sezoni 2007-08 je prvič nastopala tudi na evropskih prireditvah tega tekmovanja. Najboljša dosežka na teh tekmah sta bila 13. in 15. mesto, ki pa ju je izboljšala na domači prireditvi v Zaoju kjer je bila deseta in deveta. Vsega skupaj je v tej sezoni osvojila 95 točk in zasedla skupno 31. mesto in bila druga najboljša Japonka.

### Celinski pokal, 2008-11
V naslednji sezoni, 2008-09, je rezultate še popravila in se redno uvrščala med dobitnice točk. Med najboljšo deseterico se je uspela uvrstiti trikrat, najboljši rezultat pa je ponovno dosegla na domači tekmi v Saporu, ko je bila osma. V skupnem seštevku sezone je s 134 točkami pristala na 25. mestu.
V sezoni 2009-10 je pri starosti petnajstih let nastopala podobno kot v prejšnji sezoni. Poleg rednega uvrščanja na mesta pri točkah je dosegla štiri uvrstitve med prvo deseterico. Med njimi je ena uvrstitev na zmagovalni oder, ki jo je s tretjim mestom dosegla 22. avgusta v Lillehammer ju. To je bila njena prva uvrstitev na stopničke na evropskih tekmah. Na koncu je v seštevku sezone zasedla 27. mesto s 120 točkami.
V sezoni 2010-11 je tedaj šestnajstletna Juki rezultatsko še napredovala. Predvsem je redno zasedala mesta med najboljšo deseterico in bila enkrat tretja. Nato pa se je v svojem zadnjem nastopu v sezoni povzpela povsem na vrh. Svojo prvo zmago je dosegla 9. marca v domačem Zaoju. V skupnem seštevku sezone je s 292 osvojenimi točkami zasedla 17. mesto in bila druga najboljša Japonka za Saro Takanaši.

#### Bron na mladinskem SP 2011
Januarja 2011 se je udeležila tekme za Svetovno mladinsko prvenstvo, ki je bilo v estonski Otepi. Tam je dne 27. januarja na tekmi posameznic zasedla tretje mesto in s tem osvojila bronasto medaljo. Zaostala je le za zlato Coline Mattel in srebrno Špelo Rogelj.

### Svetovni pokal, 2012-17
Na tekmah svetovnega pokala je začela nastopati v prvi organizirani sezoni tega tekmovanja za ženske, to je bilo v zimi 2011-12. Tekmovala je na vsega osmih tekmah in se vsakič uvrstila med trideseterico, od tega sta dve uvrstitvi med najboljših deset, po eno osmo in deveto mesto, ki sta njena najboljša dosežka. Na koncu je v skupnem seštevku te zgodovinske prve sezone pristala na 20. mestu s 130 točkami.
Februarja 2012 je nastopila na Svetovnem mladinskem prvenstvu, ki je bilo v turškem Erzurumu. Na tekmi posameznic je s sedmim mestom bila nekoliko oddaljena od medalj, zato pa jo je osvojila na moštveni preizkušnji. Bila je v japonski postavi, ki je 25. februarja na ekipni tekmi zmagala pred Nemkami in Slovenkami ter osvojila zlato medaljo.
V sezoni 2012-13 je nastopila na vseh tekmah in se redno uvrščala med dobitnice točk, toda le enkrat med prvih deset. Ravno eno deseto mesto je bil njen najboljši rezultat sezone. V skupnem seštevku je zasedla 18. mesto s 210 osvojenimi točkami.
Februarja 2013 je nastopila na svojem prvem svetovnem prvenstvu, ki je bilo v Val di Fiemmeju. Tam je na tekmi posameznic bila uvrščena na 20. mesto. Na tekmi mešanih ekip dne 24. februarja pa je nastopila v japonski postavi, ki je slavila osvojeno prvo mesto in naslov prvakov.
V sezoni 2013-14 je tedaj devetnajstletna Juki rezultatsko močno napredovala in se začela uvrščati med najboljše. 18. januarja je v domačem Zaoju prišla do prve uvrtitve na oder za zmagovalke, zasedla je drugo mesto za Takanašijevo in skupaj sta Japonski prinesli dvojno zmago. Vsega skupaj je v tej sezoni dosegla pet uvrstitev na stopničke, od tega so tri druga in dve tretji mesti, le zmagati ji ni uspelo. Na koncu je v seštevku sezone zasedla tretje mesto za 759 osvojenih točk in s tem dopolnila japonski uspeh saj je na prvem mestu bila njena rojakinja Sara Takanaši.

## Dosežki v svetovnem pokalu

### Uvrstitve po sezonah
| Sezona  | Uvrstitev | Točk |
| ------- | --------- | ---- |
| 2011-12 | 20.       | 130  |
| 2012-13 | 18.       | 210  |
| 2013-14 | 3         | 759  |
| 2014-15 | 5.        | 434  |
| 2015-16 | 8.        | 505  |
| 2016-17 | 2         | 1208 |

### Uvrstitve na stopničke po sezonah
| Sezona  | 1 | 2 | 3 | Skupaj |
| 2011-12 | - | - | - | -      |
| 2012-13 | - | - | - | -      |
| 2013-14 | - | 3 | 2 | 5      |
| 2014-15 | - | - | - | -      |
| 2015-16 | - | 1 | 1 | 2      |
| 2016-17 | 5 | 4 | 2 | 11     |
| Skupaj  | 5 | 8 | 5 | 18     |

### Zmage (5)
| Št. | Sezona  | Datum            | Lokacija  | Skakalnica                   | Velikost |
| --- | ------- | ---------------- | --------- | ---------------------------- | -------- |
| 1.  | 2016-17 | 14. januar 2017  | Saporo    | Miyanomori HS100             | Srednja  |
| 2.  | 2016-17 | 20. januar 2017  | Zao       | Yamagata HS103 (nočna tekma) | Srednja  |
| 3.  | 2016-17 | 21. januar 2017  | Zao       | Yamagata HS103 (nočna tekma) | Srednja  |
| 4.  | 2016-17 | 15. februar 2017 | Pjongčang | Alpensia HS109 (nočna tekma) | Srednja  |
| 5   | 2016-17 | 12. marec 2017   | Oslo      | Holmenkollbakken HS134       | Velika   |